# إعادة إقلاع
إعادة الإقلاع أو إعادة التشغيل (بالإنجليزية: ReBoot)‏ هي عملية تتضمن إعادة تشغيل نظام الحاسب مرة أخرى، إما بصورة متعمدة أو غير متعمدة.
إعادة التشغيل قد تكون إما إعادة تشغيل باردة (cold reboot) (وتعرف أيضا بالصلبة hard reboot) حيث يفصل الحاسب عن مصدر الكهرباء ثم يعاد وصله بالمصدر مرة أخرى متسببا في بدء التشغيل, وقد تكون إعادة التشغيل دافئة (warm reboot) (وتعرف أيضا بالناعمة soft reboot) حيث تتم إعادة التشغيل بدون قطع التيار الكهربي عن الجهاز، وعادة ما يطلق علي هذا النوع الثاني اسم «إعادة التشغيل» حيث يغلق نظام التشغيل كافة البرامج ويقوم بعملية إعادة لإقلاع بنفسه مرة أخرى.